# 1176 w polityce
Wydarzenia polityczne w 1176 roku.

## Wydarzenia
- 29 maja Fryderyk Rudobrody został pokonany w bitwie pod Legnano[1][2][3].
- 17 września – bitwa pod Myriokefalonem w Frygii: armia Cesarstwa Bizantyńskiego zostaje rozbita przez Turków[4].
- 18 września – nazajutrz po bitwie pod Myriokefalonem cesarz bizantyński Manuel I Kommen oraz sułtan Kilidż Arslan II zawierają traktat pokojowy, na mocy którego Cesarstwo Bizantyńskie zobowiązuje się zburzyć graniczne twierdze Sublaion i Dorylaion oraz wykupić zdobyte przez Turków relikwie. Koniec bizantyńskiej rekonkwisty w Anatolii[5].

## Zmarli
- 13 maja Mateusz I, książę Lotaryngii[6].
- Wilhelm I, hrabia Jülich[7].